# Setkání v Paříži
Setkání v Paříži (Rendezvous in Paris / Schůzka v Paříži / Rande v Paříži) je německo-francouzský hraný film z roku 1982, který natočila německá režisérka Gabi Kubachová podle stejnojmenného románu rakouské spisovatelky Vicki Baumové.
Film, který se odehrává v Berlíně a Paříži, se natáčel ve filmových ateliérech společnosti Bavaria a rovněž v Praze a okolí.

## Obsazení
| Claude Jade       | Evelyn Droste    |
| Harald Kuhlmann   | Kurt Droste      |
| Barry Stokes      | Frank Davies     |
| Vérénice Rudolph  | Marianne         |
| Nina Divíšková    | chůva            |
| Marie Horáková    | komorná Veronika |
| Chantal Bronner   | Michèle          |
| Gunter Malzacher  | Gebhard          |
| Barbara Morawiecz | paní Ruppová     |
| František Peterka | pan Rupp         |
| Helena Žaludová   | dcera Evelyn     |
| Monika Ricanková  | dcera Evelyn     |
| Nelly Gaierová    | Selma Rabinovitz |
| Eva Jirousková    | paní Oehynhausen |